# أنجابو
أنجابو أو أغابوس كان ملك أسطوريً لإثيوبيا قتل الملك الثعبان الشرير أروي وكان إما والد أو زوج ملكة سبأ (المعروفة باسم ماكيدا عند الإثيوبيين). كان يُطلق عليه أحيانًا اسم Za Besi Angabo .
أنجابو كان من أصل غير ملكي. بالنسبة الى أليكا تاي جبرا مريم أنجابو كان ابن رجل اسمه أدهانا 